# Bérénice Devos
Bérénice Devos (Damme, 21 november 1922 - Aalst, 12 augustus 1993) was een Belgisch kunstschilder.

## Levensloop
Bérénice Devos kreeg haar opleiding aan de Koninklijke Academie voor Schone Kunsten in Brussel en aan het Nationaal Hoger Instituut voor Schone Kunsten in Antwerpen.
Ze werd lerares aan de kunstacademie van Sint-Niklaas en Antwerpen.
Haar productie van schilderwerken bestond uit portretten en composities met figuren die werden uitgevoerd met tempera en olieverf in een kleurige postexpressionistische stijl.
Ze was getrouwd met de acteur Julien Schoenaerts (1925-2006). Het echtpaar had drie kinderen: advocaat Bruno Schoenaerts (°1953), Sara Schoenaerts (1958-2013) en Helga Schoenaerts (1961-1982). De psychische problemen bij de acteur, die zich onder meer uitten door de vernieling van haar atelier, leidden tot een echtscheiding.